# آكيو فوكودا
آكيو فوكودا هو موظف مدني وسياسي ياباني، ولد في 17 أبريل 1948 في نيكو في اليابان. حزبياً، نشط في الحزب الديمقراطي الياباني.

## مناصب
- انتخب governor of Tochigi Prefecture  [لغات أخرى]‏ توتشيغي ( – 8 ديسمبر 2004).
- انتخب عمدة مدينة Imaichi, Tochigi [الإنجليزية]‏ (1991 – ).
- في الانتخابات العامة اليابانية 2017، انتخب عضو مجلس النواب من اليابان عن دائرة Tochigi 2nd district [الإنجليزية]‏ وقد انضم خلال فترته النيابية ‏ (22 أكتوبر 2017 – )  للكتلة البرلمانية مستقل.
- انتخب عضو مجلس النواب من اليابان عن دائرة Tochigi 2nd district [الإنجليزية]‏ وقد انضم خلال فترته النيابية ‏  للكتلة البرلمانية الحزب الديمقراطي الياباني.

## وصلات خارجية
- الموقع الرسمي